# 小倉 (川崎市)
小倉（おぐら）は、神奈川県川崎市幸区の町名と地域。現行行政地名は大字小倉と小倉1丁目から小倉5丁目。住居表示は大字小倉は未実施、小倉1丁目から小倉5丁目は実施済み。

## 地域の小倉
小倉としての地域は、小倉、新小倉、東小倉、新川崎の4町からなる。
主に住宅地として土地利用されているが、農地も存在する。
横須賀線をはさんで東側も住所表記は小倉であった。しかしこの地域は「東小倉」と称されることが多かった。これは、1929年（昭和4年）地域のほぼ中央に新鶴見操車場が建設された結果、地域が二分されたものである。それまでは東小倉という呼称は存在しなかった。2008年12月8日の住居表示の実施に伴い、当該地区の町名が東小倉に変更された。
住居表示が全域で実施されるまでは小字として居村・北耕地・東耕地・南耕地があったが、不動産登記などでない限り使用されず、かつ一般に通用しなかった。通用する地区呼称としては、旧来の戸数を束ねた組単位の名残としての小倉上町・小倉下町・小倉中町・小倉西町・小倉南町、そして東小倉があり、各町内会の名称にもなっている。
新小倉によって切り離された東小倉地区には東小倉が新設され、残部には小倉1-5丁目が設置されたが、JR敷地内およびパークシティ新川崎に住居表示未実施の大字小倉が残っている。
| 現町名    | 地区名                       | 旧小字名                                 |
| --------- | ---------------------------- | ---------------------------------------- |
| 小倉1丁目 | 小倉上町                     | 居村・北耕地・南耕地                     |
| 小倉2丁目 | 小倉上町・小倉中町・小倉西町 | 居村・南耕地                             |
| 小倉3丁目 | 小倉上町・小倉中町・小倉下町 | 居村・東耕地                             |
| 小倉4丁目 | 小倉中町・小倉下町・小倉南町 | 居村・東耕地・南耕地                     |
| 小倉5丁目 | 小倉中町・小倉西町・小倉南町 | 居村・南耕地                             |
| 新小倉    | －                           | 居村・東耕地                             |
| 東小倉    | 東小倉                       | 居村・東耕地・北耕地                     |
| 新川崎    | －                           | 居村・北耕地・（大字北加瀬・大字鹿島田） |
| 小倉      | －                           | 居村・東耕地・北耕地・（大字鹿島田）     |

## 地理
分割された新塚越・新川崎・新小倉・東小倉以外に、西側で南加瀬3・5丁目、北側で北加瀬1丁目・鹿島田1丁目、南側を鶴見区の矢向六丁目、江ケ崎町、鶴見川を挟んで南西側で鶴見区上末吉五丁目と接している。

### 地価
住宅地の地価は2025年（令和7年）1月1日の公示地価によれば小倉2丁目16-2の地点で
29万2000円/m²となっている。

### 河川
- 鶴見川 - 河床が低い上に満潮時には海水が混ざるため、灌漑用水としては利用できなかった。
  - 末吉橋
- 二ヶ領用水 - 主として2つの支流が存在したが、開渠としてはいずれも現存しない。
  - 小倉用水 - 南加瀬との境界を流れていた。二ヶ領用水の開通以前より、現在の小倉小学校のあたりは小倉池というため池があった。のちに二ヶ領用水とつながり、小倉用水池として利用されてきたが、1952年に埋め立てられた。その後、用水路自体も1977年に暗渠化され、加瀬水処理センターに至る下水道幹線となっている。跡地は小倉緑道という形で残り、南加瀬交番付近に記念碑及び案内板がある。[9]
  - 町田堀 - 鹿島田で本流と別れ、塚越との境を通って小倉に流れてきたもので、塚越川とも呼ばれていた。

## 歴史

### 地名の由来
以下の二説があるが、いずれも確証はない。
- 古代、武蔵国府に納入するための米を貯蔵する倉がこの地にあったから。
- 武蔵七党の一である横山党に属する豪族で小倉氏と称するものがこの地に住し、その名に因んで発生した地名である。

### 年表
- 1559年（永禄2年）『小田原衆所所領役帳』に「太田新六郎　十五貫文　稲毛小倉三橋分」と記載される(歴史文献上の初見)。
- 1590年（天正18年）8月北条氏滅亡、関八州は徳川氏領国となり、川崎地域の知行割りが行なわれる。
- 1707年（宝永4年）村の一部が旗本松下氏の知行地となる。
- 1713年（正徳3年）増上寺御霊屋料と松下氏の相給となる。[11]
- 1872年（明治4年）大区小区制施行。小倉は塚越・戸手などと共に四大区・六小区となる。
- 1878年（明治11年）郡区町村編制法施行。旧来の町村が復活し、小倉は橘樹郡小倉村となる。[12]
- 1889年（明治22年）4月1日 橘樹郡小倉村が鹿島田村・南加瀬村・矢上村・駒林村・駒ケ橋村・箕輪村と合併して日吉村が成立。その大字となる。
- 1929年 （昭和4年）8月新鶴見操車場が完成される[13]
- 1937年（昭和12年）日吉村が川崎市と横浜市に分割編入され、大字小倉は川崎市に編入される。
- 1972年（昭和47年）4月1日 川崎市が政令指定都市に昇格し、新設された幸区の大字となる。
- 2002年（平成14年）字北耕地の一部（東芝ダイカスト跡地）が新塚越となる[14]。
- 2007年（平成19年）12月15日 新鶴見操車場跡地に住居表示を実施し、北部が「新川崎」、南部が「新小倉」となった。
- 2008年（平成20年）12月8日 横須賀線東側が「東小倉」になる。
- 2011年（平成23年）10月17日 残部の北半分が「小倉1-3丁目」になる。
- 2011年（平成23年）11月21日 残部の南半分が「小倉4,5丁目」になる。
- 2012年（平成24年）11月19日 鹿島田の住居表示の実施に伴い鹿島田字向島・字田尻の一部が小倉字北耕地に、小倉字北耕地の一部が鹿島田1丁目に編入される[15]。

## 世帯数と人口
2025年（令和7年）3月31日現在（川崎市発表）の世帯数と人口は以下の通りである。
| 大字・丁目 | 世帯数    | 人口     |
| ---------- | --------- | -------- |
| 小倉       | 1,705世帯 | 3,868人  |
| 小倉1丁目  | 926世帯   | 2,110人  |
| 小倉2丁目  | 1,382世帯 | 2,699人  |
| 小倉3丁目  | 1,674世帯 | 3,215人  |
| 小倉4丁目  | 1,949世帯 | 4,036人  |
| 小倉5丁目  | 1,428世帯 | 2,675人  |
| 計         | 9,094世帯 | 18,603人 |

### 人口の変遷
国勢調査による人口の推移。
| 年                 | 人口   |
| ------------------ | ------ |
| 1995年（平成7年）  | 20,865 |
| 2000年（平成12年） | 20,900 |
| 2005年（平成17年） | 20,902 |
| 2010年（平成22年） | 17,931 |
| 2015年（平成27年） | 18,084 |
| 2020年（令和2年）  | 18,588 |

### 世帯数の変遷
国勢調査による世帯数の推移。
| 年                 | 世帯数 |
| ------------------ | ------ |
| 1995年（平成7年）  | 7,643  |
| 2000年（平成12年） | 7,831  |
| 2005年（平成17年） | 8,168  |
| 2010年（平成22年） | 7,458  |
| 2015年（平成27年） | 7,718  |
| 2020年（令和2年）  | 8,180  |

## 交通

### 鉄道
- 東日本旅客鉄道（JR東日本）横須賀線（品鶴線） 駅は存在しない。（新川崎駅の住所は川崎市幸区鹿島田1丁目）
- 日本貨物鉄道（JR貨物）新鶴見機関区

### 路線バス
- 川崎市バス　-　川66系統、川83系統
- 臨港バス　-　川51、川53（朝のみ）、川54、川55、川56、川57、川61（朝のみ）、川69（平日朝のみ）、元02（平日朝のみ）
- 東急バス・臨港バス共同運行 - 日95

※ 川51系統は川崎駅西口行の末吉橋停留所のみ。鶴11系統は、末吉橋付近でかすめているが、小倉には停留所はない。

## 学区
市立小・中学校に通う場合、学区は以下の通りとなる（2025年4月時点）。
| 大字・丁目 | 番・番地等 | 小学校               | 中学校               |
| ---------- | ---------- | -------------------- | -------------------- |
| 小倉       | 全域       | 川崎市立東小倉小学校 | 川崎市立塚越中学校   |
| 小倉1丁目  | 全域       | 川崎市立小倉小学校   | 川崎市立南加瀬中学校 |
| 小倉2丁目  | 全域       | 川崎市立小倉小学校   | 川崎市立南加瀬中学校 |
| 小倉3丁目  | 全域       | 川崎市立小倉小学校   | 川崎市立南加瀬中学校 |
| 小倉4丁目  | 全域       | 川崎市立小倉小学校   | 川崎市立南加瀬中学校 |
| 小倉5丁目  | 全域       | 川崎市立小倉小学校   | 川崎市立南加瀬中学校 |

## 事業所
2021年（令和3年）現在の経済センサス調査による事業所数と従業員数は以下の通りである。
| 大字・丁目 | 事業所数  | 従業員数 |
| ---------- | --------- | -------- |
| 小倉       | 33事業所  | 436人    |
| 小倉1丁目  | 30事業所  | 189人    |
| 小倉2丁目  | 86事業所  | 649人    |
| 小倉3丁目  | 90事業所  | 563人    |
| 小倉4丁目  | 62事業所  | 447人    |
| 小倉5丁目  | 98事業所  | 1,173人  |
| 計         | 399事業所 | 3,457人  |

### 事業者数の変遷
経済センサスによる事業所数の推移。
| 年                 | 事業者数 |
| ------------------ | -------- |
| 2016年（平成28年） | 375      |
| 2021年（令和3年）  | 399      |

### 従業員数の変遷
経済センサスによる従業員数の推移。
| 年                 | 従業員数 |
| ------------------ | -------- |
| 2016年（平成28年） | 3,054    |
| 2021年（令和3年）  | 3,457    |

## 施設
- 小倉
  - パークシティ新川崎
- 小倉1丁目
  - 小倉杉山大神(杉山神社)
- 小倉2丁目
  - 川崎市立小倉小学校
  - 川崎小倉郵便局[26]
  - 無量院
  - 正蔵寺
- 小倉3丁目
  - 小倉神社
  - 川崎信用金庫加瀬支店小倉出張所
    - 2026年1月（予定）まで加瀬支店と併設となっている。
- 小倉4丁目
  - 川崎市立看護大学
- 小倉5丁目
  - クロスガーデン川崎
    - オーケー 川崎小倉店[27]
    - YAMADA web.comクロスガーデン川崎幸店
    - ダイソー クロスガーデン川崎店
    - 一風堂クロスガーデン川崎店
    - 舎鈴クロスガーデン川崎店
- 小倉こども文化センター
  - 小倉西児童プール

## その他

### 日本郵便
- 郵便番号 : 212-0054[3]（集配局 : 川崎港郵便局[28]）

### 警察
町内の警察の管轄区域は以下の通りである。
| 大字・丁目 | 番・番地等                         | 警察署   | 交番・駐在所   |
| ---------- | ---------------------------------- | -------- | -------------- |
| 小倉       | 1番地1                             | 幸警察署 | 鹿島田駅前交番 |
| 小倉       | JR横須賀線用地西側境界線より南西側 | 幸警察署 | 南加瀬交番     |
| 小倉       | JR横須賀線用地西側境界線より北西側 | 幸警察署 | 日吉交番       |
| 小倉1丁目  | 全域                               | 幸警察署 | 日吉交番       |
| 小倉2丁目  | 1〜18番                            | 幸警察署 | 日吉交番       |
| 小倉2丁目  | 19〜35番                           | 幸警察署 | 南加瀬交番     |
| 小倉3丁目  | 1〜16番                            | 幸警察署 | 日吉交番       |
| 小倉3丁目  | 17〜35番                           | 幸警察署 | 南加瀬交番     |
| 小倉4丁目  | 全域                               | 幸警察署 | 南加瀬交番     |
| 小倉5丁目  | 全域                               | 幸警察署 | 南加瀬交番     |